# Kiss My Amps (Live)
Kiss My Amps (Live) es un álbum en directo de la banda de rock estadounidense Tom Petty and The Heartbreakers. El álbum fue publicado por Reprise Records el 25 de noviembre de 2011 en LP de vinilo como de edición limitada para el Black Friday Record Store Day de 2011.

## Lista de temas
| Side one |                                                 |                      |                                                    |          |  |
| N.º      | Título                                          | Escritor(es)         | Location                                           | Duración |  |
| 1.       | «Takin' My Time» (22 de julio de 2010)          | Tom Petty            | The Palace of Auburn Hills, Auburn Hills, Michigan | 4:42     |  |
| 2.       | «I Should Have Known It» (16 de junio de 2010)  | Petty, Mike Campbell | Rexall Place, Edmonton, Alberta                    | 4:15     |  |
| 3.       | «Sweet William» (14 de junio de 2010)           | Petty                | Comcast Center, Mansfield, Massachusetts           | 5:16     |  |
| 4.       | «Jefferson Jericho Blues» (1 de agosto de 2010) | Petty, Campbell      | Wachovia Arena, Philadelphia, Pennsylvania         | 3:36     |  |

| Side two |                                                  |                 |                                                           |          |  |
| N.º      | Título                                           | Escritor(es)    | Location                                                  | Duración |  |
| 1.       | «First Flash of Freedom» (1 de agosto de 2010)   | Petty, Campbell | Wachovia Arena, Philadelphia, Pennsylvania                | 6:25     |  |
| 2.       | «Running Man's Bible» (18 de septiembre de 2010) | Petty           | Time Warner Cable Music Pavilion, Raleigh, North Carolina | 6:10     |  |
| 3.       | «Good Enough» (31 de julio de 2010)              | Petty, Campbell | Wachovia Arena, Philadelphia, Pennsylvania                | 6:22     |  |